# Protaetia sardea
Protaetia sardea (Gory & Percheron, 1833) è un coleottero appartenente alla famiglia degli Scarabeidi (sottofamiglia Melolonthinae).

## Descrizione

### Adulto
P. sardea è un coleottero di medie dimensioni, oscillanti tra i 22 e i 25 mm. Presenta un corpo tozzo e robusto, di colore nero brillante con riflessi blu. Sulla parte inferiore, si può notare una pubescenza abbastanza marcata in prossimità del torace, mentre l'addome è completamente glabro.

### Larva
Le larve si presentano come dei vermi bianchi a forma di "C". Presentano la testa e le tre paia di zampe sclerificate.

## Biologia
Gli adulti compaiono a primavera, restando visibili per tutta la durata dell'estate. Si possono reperire sui fiori e sulla frutta matura, intenti a nutrirsi.

## Distribuzione e habitat
P. sardea è un endemismo della Sardegna e della Corsica.

## Conservazione
A causa del suo ristretto areale (con superficie stimata inferiore ai 500 km²), la Lista rossa IUCN classifica Protaetia sardea come specie vulnerabile.